# ドラッグ王子とマトリ姫
『ドラッグ王子とマトリ姫』は、colyより2015年3月25日に発売された女性向け恋愛ゲーム。略称は『ドラマト』。

## 概要
特異体質ゆえにマトリこと麻薬取締官にスカウトされた女性を主人公に据えている。
2017年10月30日に大型アップデートが実施され、オープニング等のデザインが一新、検索等の新機能が充実した他、捜査一課の4人が新たに実装された。
2023年3月9日発売のNintendo Switch版『ドラッグ王子とマトリ姫 for Nintendo Switch』では、新規のオープニングムービーや新規シナリオ、選択肢の選び方により好感度が上昇する要素が追加されている。

## 登場人物

### 麻薬取締部 捜査企画課
青山 樹
麻薬取締部 顔良し頭良し家柄良しの捜査企画課のエース。
由井孝太郎
麻薬取締部 捜査企画課に所属する薬学者。周囲から王子様と呼ばれていると同時に、奇抜な言動故捜査企画課では変人扱いされている。
関 大輔
麻薬取締部 捜査企画課の課長。自分のプライベートを知られたくないと思っている。
夏目 春
麻薬取締部 捜査企画課の一員。主人公と同い年。
今大路 峻
麻薬取締部 捜査企画課の一員で、幼少期をアメリカで過ごした。

### 外務省
渡部 悟
マトリの面々と仕事上の付き合いがある外務省の官僚で、よく企画課に差し入れをする。
美紗紀 貴史
渡部の補佐をする外交官。

### 捜査一課
朝霧 司
捜査一課のエース。マトリの青山とは犬猿の仲。
菅野夏樹
捜査一課の一員。
荒木田 蒼生
捜査一課の一員。
服部 耀
捜査一課の課長。のんびりしているが、頭が切れる一面もある。
芝 秀介
捜査一課の一員。

### その他
成瀬明
青山の元相棒で、麻薬取締官を辞した後私立探偵で生計を立てている。
山崎慎一郎
暴力団の組長で、かつては警察に所属していた。
宮村仁
朝霧の友人である彫り師。2人で愛犬のクライナーを飼育している。
サエコ
荒木田の下宿先の大家。

## 関連書籍
- ドラッグ王子とマトリ姫Premium Book（ 2019年04月01日発売、KADOKAWA、ISBN 9784048938136)[2]